# Novakia lisae
Novakia lisae är en tvåvingeart som beskrevs av Kerr 2007. Novakia lisae ingår i släktet Novakia och familjen svampmyggor.
Artens utbredningsområde är Kalifornien. Inga underarter finns listade i Catalogue of Life.